# Jean Juge

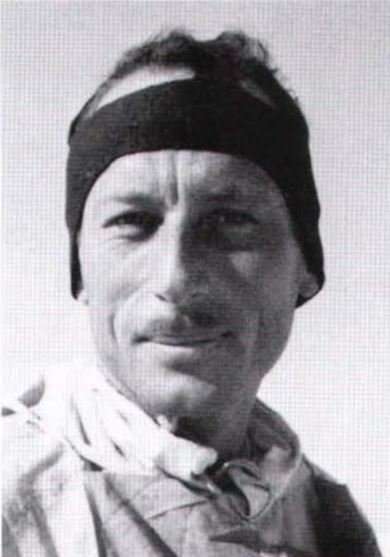
Jean Juge SAS

UIAA Logo

Jean Juge (* 1908 in Genf; † 8. August 1978 auf dem Matterhorn) war ein Schweizer Physiker, Alpinist und Präsident der Union Internationale des Associations d’Alpinisme (UIAA) von 1972 bis 1976.

## Leben und Tätigkeiten
Juge besuchte das Collège Calvin und studierte anschliessend an der Fakultät für Naturwissenschaften der Universität Genf, wo er promovierte. Als Doktor der Naturwissenschaften unterrichtete er 40 Jahre bis 1972 Physik und Chemie am Collège Calvin.
Juge begann mit 17 Jahren zu klettern, trat 1930 dem Club des Grimpeurs de Genève bei und war von 1947 bis 1949 dessen Präsident. In den 1930er Jahren gehörte er mit Raymond Lambert, André Roch, René Dittert, Robert Gréloz, Loulou Boulaz usw. zur Elite der Genfer Bergsteiger. Ab 1933 kletterte er die damaligen Klassiker der Alpen wie 1938 den Südgrat der Aiguille Noire de Peuterey mit Lambert. Im Rahmen des Akademischen Alpenclubs Genf organisierte er Kletterkurse am Salève. Er schrieb Beiträge über Alpinzeitungen im Journal de Genève.
Von 1935 bis 1938 nahm er an zahlreichen internationalen Skiwettkämpfen teil. Er war Mitglied des SAS Genf und Zentralpräsident des Schweizerischen Akademischen Skiclubs (SAS) von 1936 bis 1938. 1944 veröffentlichte er zusammen mit Georges Lachenal und Maurice Stalder das Lehrbuch: Pour devenir rapidement un font skieur: Le ski-rotation avencé – le slalom. Analyse – pédagogie – conseils pratiques.
Er war Teilnehmer zahlreicher Schweizer Expeditionen wie 1952 im Tassili, 1954 Cho Oyu, 1964 Hoggar. Nachdem die französisch-schweizerische Expedition vom Herbst 1954 zum Gaurishankar keine Route gefunden hatte, wandte sie sich dem Cho Oyu zu. Juge erreichte im Alleingang den Westgipfel (7450 m), während Raymond Lambert und Claude Kogan auf 7700 m (Höhenweltrekord für Frauen) wegen Schlechtwettereinbruchs umkehren mussten. Die Schweizer hatten der österreichischen Kleinexpedition unter Herbert Tichy mit Pasang Dawa Lama, die bereits einen Versuch unternommen hatte, den Vortritt bei der Erstbesteigung gelassen.
Meistens zusammen mit Michel Vaucher bestieg er 1961 die Ostwand des Grand Capucin ohne Biwak, 1963 die Nordwand der grossen Zinne, 1965 die Westwand der Petites Jorasses, 1967 den Walter Bonattipfeiler an den Drus, 1969 den Walkerpfeiler der Grandes Jorasses, 1971 den Vittorio-Ratti-Weg der Westwand der Aiguille Noire de Peuterey, 1975 die Eigernordwand, 1976 die Nordwand des Picco Gugliermina und viele andere Routen.
Er war Mitglied der Jury am internationalen Bergfilmfestival in Trient und hatte in mehreren Bergfilmen mitgewirkt und auch gedreht wie 1975 in «Les Horizons gagné» von Gaston Rébuffat, wo er die Aiguilles de Chamonix traversierte.
Aufgrund der starken Zunahme des internationalen Bergsteigens begann 1967 ein zehnköpfiges Team unter Jean Juge in Genf ein einheitliches System für die Einstufung der in den Routenbeschreibungen verwendeten Schwierigkeitsgrade zu entwerfen, das international  akzeptiert und für Kletterer aller Nationen leicht verständlich sein musste: das UIAA Climbing Classification System konnte 1969 publiziert werden.
Von 1972 bis 1976 war Juge UIAA-Präsident.  Er war offen für neue Trends im Alpinismus, die er mit  einer harmonischen Entwicklung des Tourismus zu verbinden versuchte.
1974 flogen Juge als UIAA-Präsident und Pierre Bossus als UIAA-Geschäftsführer ins Pamirgebirge, um in Begleitung von Witali Michailowitsch Abalakow das Camp der Internationalen Expedition zu besuchen. Diese Expedition ermöglichte alpine Regionen zu entdecken, die bisher im Westen unbekannt waren.
Mit 70 Jahren bestieg er die Matterhorn-Nordwand, wo die Seilschaft mit zwei Bergführern von einem Schlechtwettereinbruch überrascht wurde und auf die «Schulter» aussteigen musste, wo er vor Erschöpfung und Kälte starb.
Jean Juge war verheiratet und hatte zwei Söhne.

## Publikationen und Filme
- mit Georges Lachenal und Maurice Stalder: Pour devenir rapidement un font skieur: Le ski-rotation avencé – le slalom. Analyse – pédagogie – conseils pratiques. Lehrbuch, Ch. Grasset, Genf 1944 (französisch)
- mit Georges Lachenal und Maurice Stalder: Rotation und Vorlage in Abfahrt und Slalom. Der Rotation- und Vorlage-Stil. Der Slalom, Analyse - Lehrmethode, Praktische Ratschläge. Ch. Grasset, Genf 1945
- La nouvelle technique du ski: le jeu de jambes: godille, wedeln, slalom. Librairie  Payot, Lausanne 1957.
- Film «Les Horizons gagné» von Gaston Rébuffat mit Jean Juge et al. 1975[8]
- Film «Le Cervin en direct». 100 Jahre Matterhorn Erstbesteigung. Von Walter Plüss, Schweizer Fernsehen 1965.[9]
- Film «En direct du Cervin».  100 Jahre Matterhorn Erstbesteigung, mit Ian McNaught-Davis, Jean Juge et al.,  Koproduktion BBC, französisches, italienisches und Schweizer Fernsehen 1965.